# Vadzim Machneŭ
Vadzim Machneŭ (in bielorusso Вадзім Махнеў?; Minsk, 21 dicembre 1979) è un canoista bielorusso.
Ha vinto la medaglia di bronzo nel K2 500 m alle Olimpiadi di Atene 2004 in coppia con Raman Piatrushenka e argento a Londra 2012.

## Palmarès
- Olimpiadi

Atene 2004: bronzo nel K2 500m.
Pechino 2008: oro nel K4 1000m e bronzo nel K2 500m.
Londra 2012: argento nel K-2 200 m
- Mondiali

2002 - Siviglia: argento nel K4 500m.
2003 - Gainesville: argento nel K2 500m.
2005 - Zagabria: oro nel K4 500m e bronzo nel K4 200m.
2006 - Seghedino: bronzo nel K4 1000m.
2007 - Duisburg: oro nel K2 200m e argento nel K2 500m.
2009 - Dartmouth: oro nel K2 200m, K2 500m e K4 1000m.
2010 - Poznań: oro nel K2 500m e argento nel K4 1000m.
2011 - Seghedino: bronzo nel K2 200m.
2013 - Duisburg: argento nel K2 500m.
- Campionati europei di canoa/kayak sprint

Milano 2001: bronzo nel K4 500m e K4 1000m.
Poznań 2004: argento nel K4 500m.
Poznań 2005: oro nel K4 500m.
Račice 2006: oro nel K4 200m, argento nel K4 1000m e bronzo nel K2 500m.
Pontevedra 2007: oro nel K2 200m, argento nel K2 500m e nel K4 200m.
Milano 2008: oro nel K2 200m e K4 200m, bronzo nek K4 500m.
Brandeburgo 2009: oro nel K2 500m, K4 200m e K4 1000m, argento nel K2 200m.
Trasona 2010: oro nel K2 500m.
Belgrado 2011: oro nel K2 500m e argento nel K2 200m.
Zagabria 2012: bronzo nel K2 500m.
Brandeburgo 2014: bronzo nel K2 500m.